# Marcos Bertrán y Pastor
Marcos Bertrán y Pastor (Tarragona, 6 de mayo de 1804-Barcelona, 31 de agosto de 1863) fue un médico español.

## Biografía
Natural de Tarragona, cursó Filosofía y Humanidades en el colegio episcopal de aquella ciudad, agregado a la Universidad de Cervera. Después siguió en Barcelona la carrera de Medicina y tomó el grado de bachiller en 1826 y el de doctor, en 1826. En la Universidad de Zaragoza impartió entre 1828 y 1834 las clases de Física y Química, y, previas oposiciones, se encargó de la cátedra de Instituciones Médicas.
En 1842, tomó el título de licenciado en cirugía médica y al año siguiente fue nombrado catedrático y vicerrector del colegio de prácticos de Zaragoza. Dos años después, en 1845, se encargó de la cátedra de Obstetricia y Enfermedades de Mujeres y de Niños (con sus respectivas clínicas) en la ciudad de Valencia, y en 1852 fue trasladado a la Universidad de Barcelona para impartir las asignaturas de Fisiología e Higiene.
Fue miembro de número de la Academia de Medicina y Cirugía de Zaragoza y corresponsal de las de Madrid, Sevilla y La Coruña, así como de otras corporaciones científicas nacionales y extranjeras.
En 1854 fue presidente de la Comisión de Medicina Legal de Valencia, vocal de la Junta de Sanidad de la provincia de Zaragoza y consultor del Ayuntamiento durante las epidemias de cólera. Se encargó, mientras esta duró, de la dirección del hospital de coléricos de San Pedro de Nolasco. Entre 1856 y 1860, fue residente de la Real Academia de Medicina y Cirugía de Barcelona. Asimismo, fungió como vocal de la Junta Municipal de Sanidad de Barcelona entre 1853 y fue miembro de la Comisión Permanente de Estadística de la ciudad condal en 1857.
El brote de la epidemia de cólera de 1854 lo cogió con su familia en San Feliú de Llobregat. Dado que los médicos titulares de la villa cayeron enfermos, hubo de encargarse de los cuidados de los ciudadanos solo y sin recibir dinero a cambio. El Ayuntamiento le expresó su gratitud con honrosas certificaciones, le nombró individuo de la Junta de Beneficencia y Sanidad y acordó colocar su nombre en una lápida conmemorativa en el salón de sesiones.
El escritor y erudito académico Emilio Pi y Molist le dedicó el siguiente discurso en la Real Academia de Medicina y Cirugía de Barcelona el 15 de enero de 1875:

Trasladado de su cátedra de Valencia a la de Fisiología de la Facultad de Barcelona, y apenas admitido por derecho propio en nuestra Academia, fue elevado a la silla presidencial: tanta era la reputación de que venía precedido. Justicia y acierto concurrieron en su nombramiento; pues a su saber y juicio claro, práctica dilatada y certera, señaladamente en toxicología, emparejaban en él la afabilidad, modestia, firmeza y prudencia; cualidades todas necesarias para ocupar con provecho este, no siempre, mullido asiento. De su estancia en él consérvase la agradable memoria que deja quien gobierna con la cordura y tacto que excusan la acción de la autoridad. Hubiérale sentado a maravilla el título, tan significativo como modesto, de moderator, con que designaban al presidente algunas corporaciones antiguas; o sutilizando la analogía, el no menos sencillo de speaker, que da al suyo la Cámara de los Comunes de Inglaterra.

Mezclada en nuestra Academia cual en todas las análogas, entonces como ahora, la generación que se van con la que acude a ocupar su lugar, la del desengaño con la de las ilusiones, según expresión de un académico de la Española, hablando de esta; Bertrán en medio de su edad madura, y con pertenecer a la generación del desengaño, era el amigo y protector de los que en aquel tiempo veníamos, generación de las ilusiones, de los jóvenes, entre quienes mostraba hallarse a sus anchas, y con generosas aspiraciones, arranques de actividad y anhelo incesante de gloria parecía refrescarse su ánimo, desmintiendo el nec juveni lusus qui placuere juvant.

## Obras
Fue autor de las siguientes obras:
| - «Rudimento de fisiología, ó sea extracto de las lecciones de esta ciencia explicadas en la facultad médica de la Universidad de Barcelona» (1857) - Preliminares clínicos - Lecciones de Obstetricia y arte de partear - «Monografía sobre las epidemias de cólera-morbo de 1834 y 1854» - «Tesis de filosofía en el Seminario de Tarragona» (1821) - «Plan de enseñanza del segundo año de medicina. Universidad de Zaragoza, 1832» - «Plan de enseñanza del segundo año de medicina. Universidad de Zaragoza, 1834» - «Consideraciones sobre el cólera-morbo asiático» - «Informe presentado al claustro de la Universidad de Zaragoza acerca de varias reformas en la enseñanza de la facultad de medicina» | - «Apuntes de Patología general» - «De la importancia y necesidad de los auxilios médicos en el orden social» - «Origen, naturaleza y modos de propagación de las epidemias» - «Defensa de los médicos contra la imputación de naturalistas» - «El médico, la medicina y la Sociedad» - «Mefitismo y desinfección» - «Signos pronósticos en las enfermedades de los niños» - «Acerca de las virtudes de los médicos» - «Informe sobre una epidemia de tifoideas en el pueblo de Parets, provincia de Barcelona» |